# Фостер Браун, Гертруда
Гертруда Фостер Браун (англ. Gertrude Foster Brown; 29 июля 1867, Моррисон — 1 марта 1956, Уэстпорт) — американская пианистка, суфражистка и писательница. Активный борец за избирательное право для женщин штата Нью-Йорк.

## Биография
Гертруда Фостер родилась в семье бакалейщика из Иллинойса Уильяма Чарльза Фостера и Лидии Энн Дрейк. С подачи родителей Гертруда ещё в раннем детстве начала на дому учиться игре на фортепиано, что к двенадцати годам привело её на позицию органиста в одной из пресвитерианской церквей её родного города. В 1883 году она поступила в Консерваторию Новой Англии в Бостоне для обучения по четырёхлетней программе, но благодаря ускоренному усвоению материала ей удалось получить диплом уже через два года. Пробыв год преподавателем игры на фортепиано в частной школе Дейтона, Фостер отправилась в Европу для дальнейшего обучения музыкальному мастерству. После учёбы в Берлине у Франца Шарвенки и Эли Делаборда в Париже, Фостер 25 января 1889 года дебютировала в качестве пианистки Берлинского филармонического оркестра. Вернувшись в том же году в США, она присоединилась к Музыкальной консерватории Чикаго в качестве пианистки и преподавателя. В августе 1893 года Фостер вышла замуж за художника и журналиста Артура Рэймонда Брауна, с которым через три года переехала в Нью-Йорк.
Карьера Браун как суфражистки началась в 1909 году после создания ею Нью-Йоркского Клуба изучения избирательного права для женщин, целью которого была организация светских мероприятий с приглашёнными знаменитостями, на коих привлечённой звёздными гостями публике транслировалась идея о необходимости введения избирательного права для женщин. В 1910 году Гертруда Браун приняла участие в 42-м ежегодном съезде Национальной американской женской суфражистской ассоциации, а через три года стала президентом Нью-Йоркской суфражистской ассоциации. После избрания она стала выступать с речами, организовывать парады суфражисток и критиковать городские газеты за недостаточное освещение проблемы электорального неравноправия. Помимо критики, нью-йоркские таблоиды получили от Браун и её мужа несколько интервью и суфражистских заявлений, которые такие издания как The New York Times и Scarsdale Inquirer не преминули опубликовать. В своих выступлениях Браун апеллировала аргументами о равенстве голоса мужчин и женщин и неполноценности демократии без всеобщего избирательного права. Эти доводы повлияли на ход принятия политических решений в штате Нью-Йорк и равные избирательные права на его территории были введены на три года раньше принятия 19-й поправки к Конституции США. После получения женщинами штата избирательных прав, Гертруда Браун написала книгу Your Vote and How to Use It, в которой она рассказывала новым избирательницам об их правах, правильном способе голосования и о видах политических бесед, которые должны вести девушки. В 1930-х годах Браун с мужем много путешествовали по Европе и Северной Африке. Во время Второй мировой войны она принимала активное участие в Женском комитете действий за победу и прочный мир.